# Homalomena erythropus
Homalomena erythropus är en kallaväxtart som först beskrevs av Carl Friedrich Philipp von Martius och Heinrich Wilhelm Schott, och fick sitt nu gällande namn av Adolf Engler. Homalomena erythropus ingår i släktet Homalomena och familjen kallaväxter.

## Underarter
Arten delas in i följande underarter:
- H. e. allenii
- H. e. erythropus